# Каймарская волость
Каймарская волость (Коймарская волость, тат. قايمار ۋولىٰسىٰ, Каймар вулысы) — административно-территориальная единица в составе Казанского уезда Казанской губернии и Арского кантона Татарской АССР.
В селе Кадышево располагалось волостное правление, в посёлке Ивановская Стройка — квартира полицейского урядника.
В настоящее время территория Каймарской волости находится в составе Авиастроительного и Ново-Савиновского районов Казани и  Высокогорского района РТ.

## География
Волость находилась в центральной части уезда, граничила на севере с Ключинской волостью, на востоке — с Собакинской волостью, на юге — с Воскресенской и Ильинской волостями, на западе — с Ковалинской волостью.

## История
Волость была образована после 1860-х гг. По декрету «Об Автономной Татарской Социалистической Советской Республике» вошла в состав Казанского (с конца 1920 года — Арского кантона) Татарской АССР. Ликвидирована в середине 1924 году в результате укрупнения волостей в ТАССР; северная часть вошла в состав Калининской волости, южная (Савиново, Караваево, Борисоглебское, Сухая Река) — в состав Воскресенской волости.

## Население
| 1883 | 1885  | 1890    | 1897  | 1914  | 1923  |
| ---- | ----- | ------- | ----- | ----- | ----- |
| 8083 | ↘7067 | ↗14 101 | ↘6837 | ↗8440 | ↗9279 |

Национальный состав (1885): русские — 7063 чел. (99,94%), татары — 4 чел. (0,06%).

### Населённые пункты
| № | Населённые пункты   | Население (1878) | Население (1897) | Население (1907) | Преобладающая национальность |
| - | ------------------- | ---------------- | ---------------- | ---------------- | ---------------------------- |
| 1 | село Борисоглебское | 533              | 649              | 794              | русские                      |
| 2 | село Кадышево       | 582              | 665              | 677              | русские                      |
| 3 | село Каймары        | 1346             | 1227             | 1668             | русские                      |
| 4 | деревня Караваево   | 1230             | 1411             | 1879             | русские                      |
| 5 | деревня Макаровка   | ?                | 311              | 382              | русские                      |
| 6 | село Савиново       | 307              | 417              | 477              | русские                      |
| 7 | село Сухая Река     | 1603             | 2004             | 2171             | русские                      |
| 8 | деревня Щербаково   | 151              | 153              | 189              | русские                      |

К 1914 году количество населённых пунктов на территории волости возросло до 31.
В марте 1919 года на территории волости образованы сельсоветы, число которых в 1923 году составляло 9 (Борисоглебский, Каймарский, Кадышевский, Савиновский, Макаровский, Николаевский, Сухорецкий, Семиозёрский).

## Религия, образование и экономика
На 1904 г. на территории волости находилось 6 церквей. В 5 земских школах обучались 175 мальчиков и 91 девочка; в Караваево и Макаровке действовали церковно-приходские школы.
В 1914 г. в 1448 дворах волости насчитывалось 1120 лошадей, 3299 овец, 4 козы, 322 свиньи и 1668 голов рогатого скота.

## Транспорт
Через территорию волости проходил участок Казанбургской железной дороги Красная Горка — Дербышки, сданный в эксплуатацию в 1918 году.

## Люди, связанные с волостью
- Николаева, Александра Тимофеевна (1908—1988).
- Сергей Семенович Намёткин (1876—1950) — российский/советский химик-органик, академик АН СССР.
- Скрементов, Михаил Никифорович (1904—1949).